# Sobor (Église orthodoxe)
Pour les articles homonymes, voir Sobor.

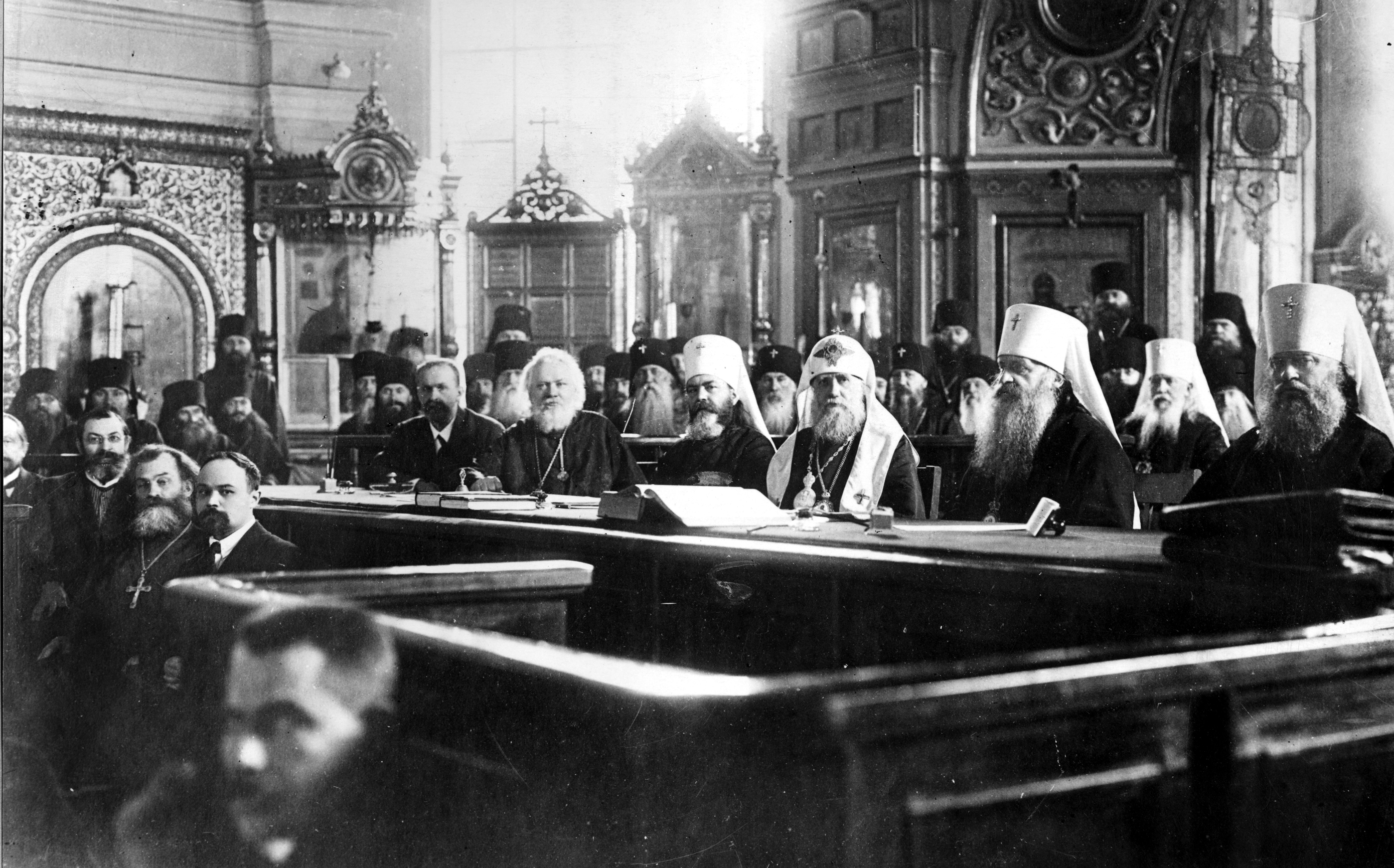
Un sobor en Russie, 1917.

Le sobor (en slave liturgique : съборъ, assemblée) est un conseil des évêques réunissant conjointement des clercs et des laïcs délégués représentant l'Église pour traiter des questions sur la foi, la morale, le rite et la vie canonique et culturelle.
Le terme sobor est utilisé au sein des Églises orthodoxes utilisant une langue slave (Églises orthodoxes russe, ukrainienne, bulgare, serbe et macédonienne), ainsi que par l'Église orthodoxe roumaine.
Les synodes de l'Église catholique sont similaires aux sobors, mais se distinguent en étant généralement limités à une assemblée d'évêques ; c’est notamment le cas des réunions du Synode des évêques, et dans les Églises orientales des synodes des évêques et des conseils des hiérarques.

## Sources
- (en) Cet article est partiellement ou en totalité issu de l’article de Wikipédia en anglais intitulé « Sobor » (voir la liste des auteurs).